# Миљијара-Сан Силвестро (Беневенто)
Миљијара-Сан Силвестро је насеље у Италији у округу Беневенто, региону Кампанија.
Према процени из 2011. у насељу је живело 317 становника. Насеље се налази на надморској висини од 99 м.